# Calymperes fasciculatum
Calymperes fasciculatum är en bladmossart som beskrevs av Frans François Dozy och Molkenboer 1856. Calymperes fasciculatum ingår i släktet Calymperes och familjen Calymperaceae. Inga underarter finns listade i Catalogue of Life.